# Nazionale femminile under 20 di calcio della Finlandia
La nazionale Under-20 di calcio femminile della Finlandia è la rappresentativa calcistica femminile internazionale della Finlandia formata da giocatrici al di sotto dei 20 anni, gestita dalla Federazione calcistica della Finlandia (Suomen Palloliitto in finlandese, Finlands Bollförbund in svedese - SPL/FBF).
Come membro della Union of European Football Associations (UEFA) partecipa al Campionato mondiale FIFA Under-20; non è previsto un campionato continentale in quanto il torneo è riservato a formazioni Under-19, tuttavia i risultati ottenuti nel campionato europeo di categoria sono utilizzati per accedere al mondiale con una squadra Under-20.
I migliori risultati ottenuti dalla Finlandia in una competizione FIFA furono l'accesso alle fasi finali di Russia 2006 e Canada 2014, in entrambe terminate con l'eliminazione della squadra al termine della fase a gironi.

## Partecipazioni ai tornei internazionali

### Campionato mondiale Under-20
- 2002: Non qualificata
- 2004: Non qualificata
- 2006: Fase a gironi
- 2008: Non qualificata
- 2010: Non qualificata
- 2012: Non qualificata
- 2014: Fase a gironi
- 2016: Non qualificata
- 2018: Non qualificata
- 2022: Non qualificata